# Municipio de Pleasant Grove (condado de Pawnee)
El municipio de Pleasant Grove (en inglés: Pleasant Grove Township) es un municipio ubicado en el condado de Pawnee en el estado estadounidense de Kansas. En el año 2010 tenía una población de 172 habitantes y una densidad poblacional de 1,85 personas por km².

## Geografía
El municipio de Pleasant Grove se encuentra ubicado en las coordenadas 38°7′25″N 99°4′5″O / 38.12361, -99.06806. Según la Oficina del Censo de los Estados Unidos, el municipio tiene una superficie total de 92.76 km², de la cual 92,55 km² corresponden a tierra firme y (0,22 %) 0,21 km² es agua.

## Demografía
Según el censo de 2010, había 172 personas residiendo en el municipio de Pleasant Grove. La densidad de población era de 1,85 hab./km². De los 172 habitantes, el municipio de Pleasant Grove estaba compuesto por el 93,02 % blancos, el 0,58 % eran amerindios, el 1,16 % eran asiáticos, el 4,07 % eran de otras razas y el 1,16 % eran de una mezcla de razas. Del total de la población el 17,44 % eran hispanos o latinos de cualquier raza.